# Google Lighthouse
Google Lighthouse – zautomatyzowane narzędzie typu open source stworzone przez firmę Google do mierzenia jakości stron internetowych.
Może być ono uruchamiane na dowolnej stronie internetowej, publicznej lub wymagającej uwierzytelnienia. Google Lighthouse jest wykorzystywane jako wbudowane rozszerzenie do przeglądarki Google Chrome lub jako dodatkowa wtyczka. 
Narzędzie bada takie elementy kondycji strony, jak: wydajność (uwzględniając Core Web Vitals), dostępność, sprawdzone metody/dobre praktyki, SEO oraz PWA (Progressive web app).
Lighthouse to narzędzie wykorzystywane m.in. w procesie pozycjonowania w wyszukiwarkach internetowych, ułatwiające przeprowadzenie Audytu SEO.